# Самон Арм (Британска Колумбија)
Самон Арм (енгл. Salmon Arm) је град у Канади у покрајини Британска Колумбија. Према резултатима пописа 2011. у граду је живело 17.464 становника.

## Становништво
Према резултатима пописа становништва из 2011. у граду је живело 17.464 становника, што је за 9,1% више у односу на попис из 2006. када је регистровано 16.012 житеља.
| 2006.  | 2011.  |
| ------ | ------ |
| 16.012 | 17.464 |